# 그로수플레

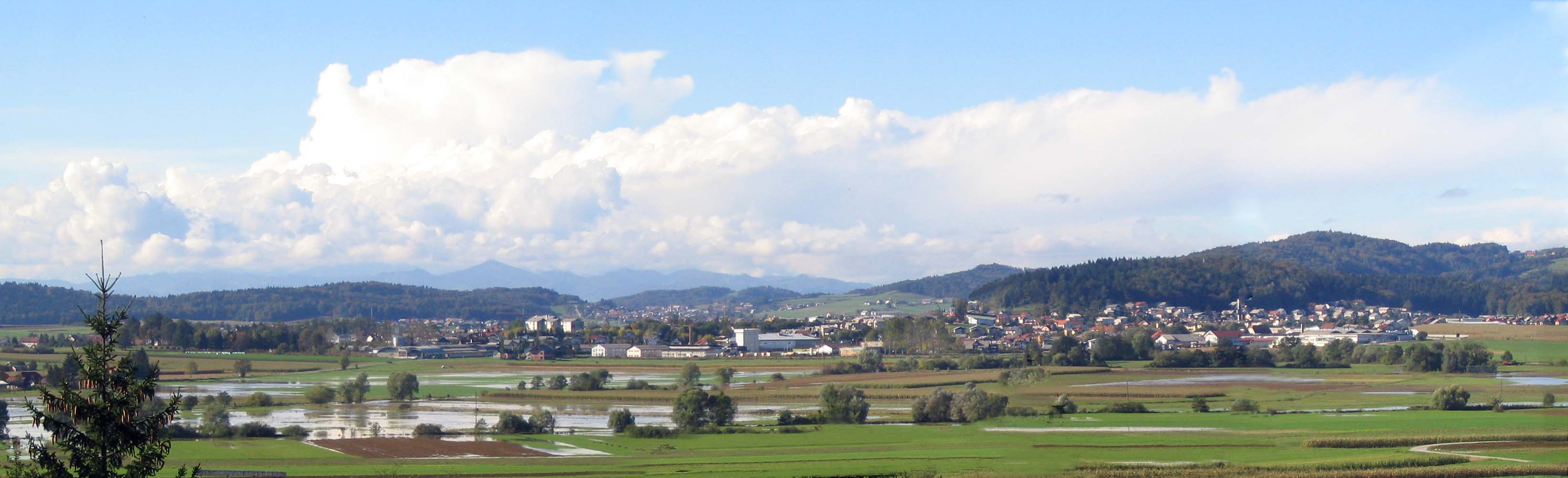
그로수플레

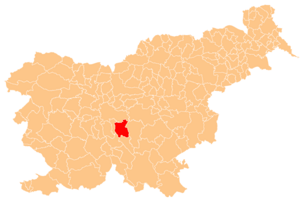
그로수플레의 위치

그로수플레(슬로베니아어: Grosuplje, 독일어: Großlupp 그로슬루프[*])는 슬로베니아의 도시로 면적은 133.8km2, 인구는 15,665명(2002년 기준), 인구 밀도는 117.1명/km2이다.